# Erythrin
Erythrin, veraltet auch als Kobold-Blüthe, Kobaltblüte und Cobaltum rubrum sowie als Farbpigment Kobaltviolett bekannt, ist ein eher selten vorkommendes Mineral aus der Mineralklasse der „Phosphate, Arsenate und Vanadate“ mit der chemischen Zusammensetzung Co3[AsO4]2·8H2O und ist damit chemisch gesehen ein wasserhaltiges Cobaltarsenat.
Erythrin kristallisiert im monoklinen Kristallsystem und entwickelt meist kleine, prismatische, tafelige und nadelige Kristalle in haarförmigen, büscheligen oder radialstrahligen Mineral-Aggregaten sowie kugelig-nierige Formen und pulvrige Anflüge.
Das Mineral ist durchsichtig bis durchscheinend und überwiegend von charakteristischer Pfirsich(blüten)roter oder pinker Farbe, findet sich aber auch in dunklerem Karminrot oder hellerem Rosa. Auch farblose bis weiße Erythrine sind bekannt, aber sehr selten. Auf der Strichtafel hinterlässt er einen hellroten bis pinken Strich. Sichtbare Kristallflächen weisen einen glasähnlichen Glanz auf, Spaltflächen schimmern dagegen eher perlmuttartig.
Mit Annabergit (Ni3[AsO4]2·8H2O) und Hörnesit (Mg3[AsO4]2·8H2O) bildet Erythrin jeweils eine lückenlose Mischkristallreihe.

## Etymologie und Geschichte
Benannt wurde Erythrin 1832 durch den französischen Mineralogen François Sulpice Beudant nach dem griechischen Wort ἐρυθρός erythrós für „rot“. Beudant gibt zusätzlich als Synonyme cobalt arséniaté und Arseniksaurer Kobalt an.
Eine erste schriftliche Erwähnung des Minerals, wenn auch ohne Beschreibung oder Fundortangabe, findet sich allerdings schon rund 150 Jahre früher in dem 1683 erschienenen, anonymen Werk Mvsævm Brackenhofferianvm unter der Bezeichnung Coboltum rubrum bzw. rother Kobolt.
Erst im 1719 von Georg Gottfried Richter publizierten Sammlungskatalog werden verschiedenen Mineralproben der Kobold-Blüthe auch Fundorte zugeordnet. Die Proben stammten demnach aus verschiedenen Regionen des Erzgebirges wie unter anderem Schwarzenberg/Erzgeb. (früher civitas Swartzenberg), Schneeberg, die Grube „Beschert Glück“ bei Freiberg und St. Veit nahe Wolkenstein in Sachsen; Blankenburg und der Stollen „Charlotte Aufrichtigkeit“ am Roten Berg bei Saalfeld in Thüringen sowie Jáchymov (deutsch Joachimsthal) und die Grube „Glücksburg“ bei Horní Blatná (deutsch Bergstadt Platten) im heutigen Tschechien.
Weitere bekannte Synonyme für Erythrin sind unter anderem Flos Cobalti (nach Johann Theodor Eller, 1723) und Roter Erdkobalt (nach Werner) Die Bezeichnung Kobaltbeschlag ist dagegen nicht mehr gebräuchlich, da dieser nach moderner Mineraldefinition aus einem Gemenge von Erythrin und arseniger Säure besteht.
Die bisher früheste bekannte chemische Analyse des Minerals stammt von Christian Friedrich Bucholz, der sie 1810 anhand von Material aus Richelsdorf (Deutschland) durchführte. Etwa zeitgleich analysierte auch Laugier eine Probe aus Allemont (Frankreich). Jöns Jakob Berzelius berechnete aus der Analyse von Bucholz die chemische Formel Co3[AsO4]2 · 6 H2O, während die Analyse von Laugier eine Formel mit 9 H2O ergab. Eine weitere Probe aus Schneeberg ergab dagegen einen Kristallwassergehalt von nur 5 H2O.
Die widersprüchlichen Ergebnisse veranlassten schließlich den Chemiker Carl Kersten zu einer weiteren und sorgfältigen Analyse mit ausgesuchtem, sauberem Material aus den Schneeberger Gruben „Wolfgang Maassen“ und „Rappold“, aus dessen Ergebnis die bis heute gültige Formel Co3[AsO4]2·8H2O stammt. Bei einem Vergleich mit der Zusammensetzung von Annabergit und Vivianit (Fe3[PO4]2·8H2O) stellte Kersten zudem die enge Verwandtschaft der Minerale fest, in deren Formel sich die Elemente Cobalt (Erythrin), Nickel (Annabergit) und Eisen (Vivianit) gegenseitig vertreten.
Im Mai 1969 brachte die Deutsche Post der DDR eine Serie Sonderbriefmarken mit dem Thema „Minerale aus den Sammlungen der Bergakademie Freiberg“ heraus, in der auch der Erythrin vertreten ist.

## Klassifikation
In der veralteten 8. Auflage der Mineralsystematik nach Strunz gehörte der Erythrin zur Mineralklasse der „Phosphate, Arsenate, Vanadate“ und dort zur Abteilung „Wasserhaltige Phosphate, Arsenate und Vanadate ohne fremde Anionen“, wo er gemeinsam mit Annabergit, Hörnesit, Köttigit, Parasymplesit und Vivianit in der „Vivianit-Reihe“ mit der Systemnummer VII/C.10b steht.
In der zuletzt 2018 überarbeiteten Lapis-Systematik nach Stefan Weiß, die formal auf der alten Systematik von Karl Hugo Strunz in der 8. Auflage basiert, erhielt das Mineral die System- und Mineralnummer VII/C.13-070. Dies entspricht der Klasse der „Phosphate, Arsenate und Vanadate“ und dort der Abteilung „Wasserhaltige Phosphate, ohne fremde Anionen“, wo Erythrin zusammen mit Annabergit, Arupit, Babánekit, Barićit, Bobierrit, Cattiit, Hörnesit, Köttigit, Manganohörnesit, Pakhomovskyit, Parasymplesit und Vivianit die „Vivianitgruppe“ mit der Systemnummer VII/C.13 bildet.
Die von der International Mineralogical Association (IMA) zuletzt 2009 aktualisierte 9. Auflage der Strunz’schen Mineralsystematik ordnet den Erythrin in die Klasse der „Phosphate, Arsenate und Vanadate“ und dort in die Abteilung „Phosphate usw. ohne zusätzliche Anionen; mit H2O“ ein. Hier ist das Mineral in der Unterabteilung „Mit ausschließlich mittelgroßen Kationen; RO4 : H2O ≤ 1 : 2,5“ zu finden, wo es zusammen mit Annabergit, Arupit, Barićit, Ferrisymplesit, Hörnesit, Köttigit, Manganohörnesit, Pakhomovskyit, Parasymplesit und Vivianit die „Vivianitgruppe“ mit der Systemnummer 8.CE.40 bildet.
In der vorwiegend im englischen Sprachraum gebräuchlichen Systematik der Minerale nach Dana hat Erythrin die System- und Mineralnummer 40.03.06.03. Das entspricht der Klasse der „Phosphate, Arsenate und Vanadate“ und dort der Abteilung „Wasserhaltige Phosphate etc.“. Hier findet er sich innerhalb der Unterabteilung „Wasserhaltige Phosphate etc., mit (A2+)3(XO4)2 × x(H2O)“ in der „Vivianitgruppe“, in der auch Vivianit, Barićit, Annabergit, Köttigit, Parasymplesit, Hörnesit, Arupit und Pakhomovskyit eingeordnet sind.

## Kristallstruktur

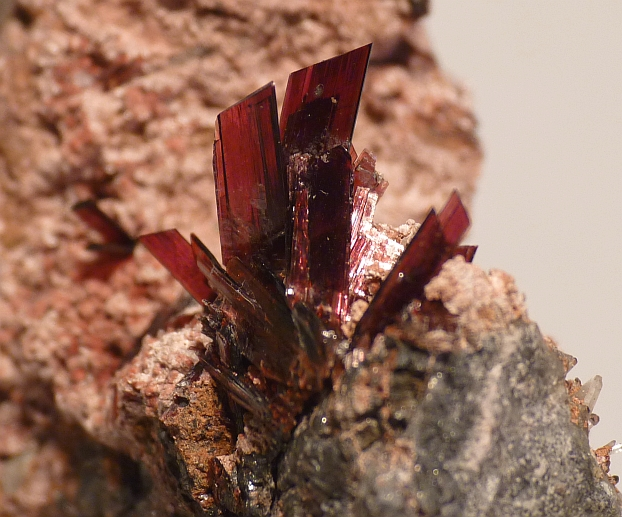
Tafelige Erythrinkristalle in sichtbar monokliner Ausbildung aus Agoudal, Bou Azer, Provinz Ouarzazate, Marokko (Sichtfeld: 3,3 cm)

Erythrin kristallisiert isotyp mit Vivianit im monoklinen Kristallsystem in der Raumgruppe C2/m (Raumgruppen-Nr. 12) mit den Gitterparametern a = 10,25 Å; b = 13,45 Å; c = 4,76 Å und β = 105,0° sowie 2 Formeleinheiten pro Elementarzelle.

## Eigenschaften
Beim Erhitzen färbt sich Erythrin unter Abgabe von Wasser und Arsen(III)-oxid blau. Mit Säuren bildet er rote Lösungen.

## Bildung und Fundorte

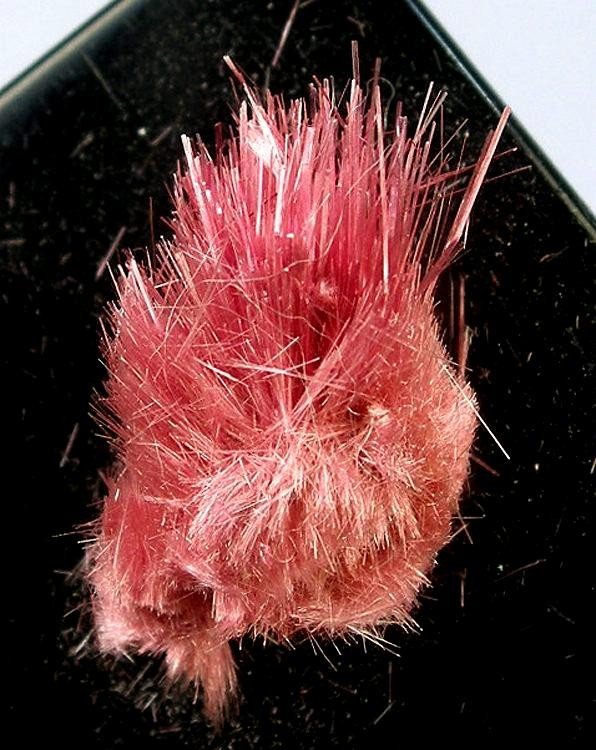
Haarförmiger Erythrin aus der Mountain Cobalt Mine im Selwyn District, Queensland, Australien (Größe: 1,6 × 0,9 × 0,6 cm)

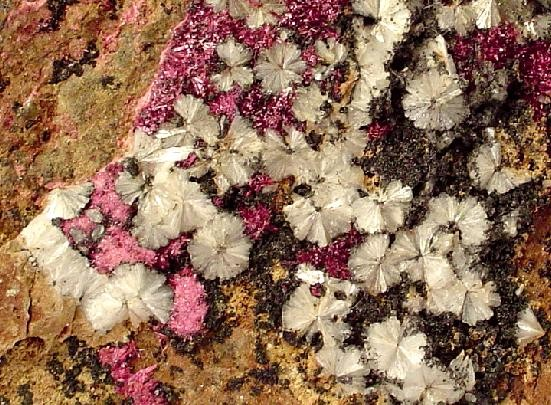
Erythrin und Stellerit aus der Sara Alicia Mine, San Bernardo, Municipio de Alamos, Sonora, Mexiko (Gesamtgröße der Probe: 19,0 × 9,8 × 8,0 cm)

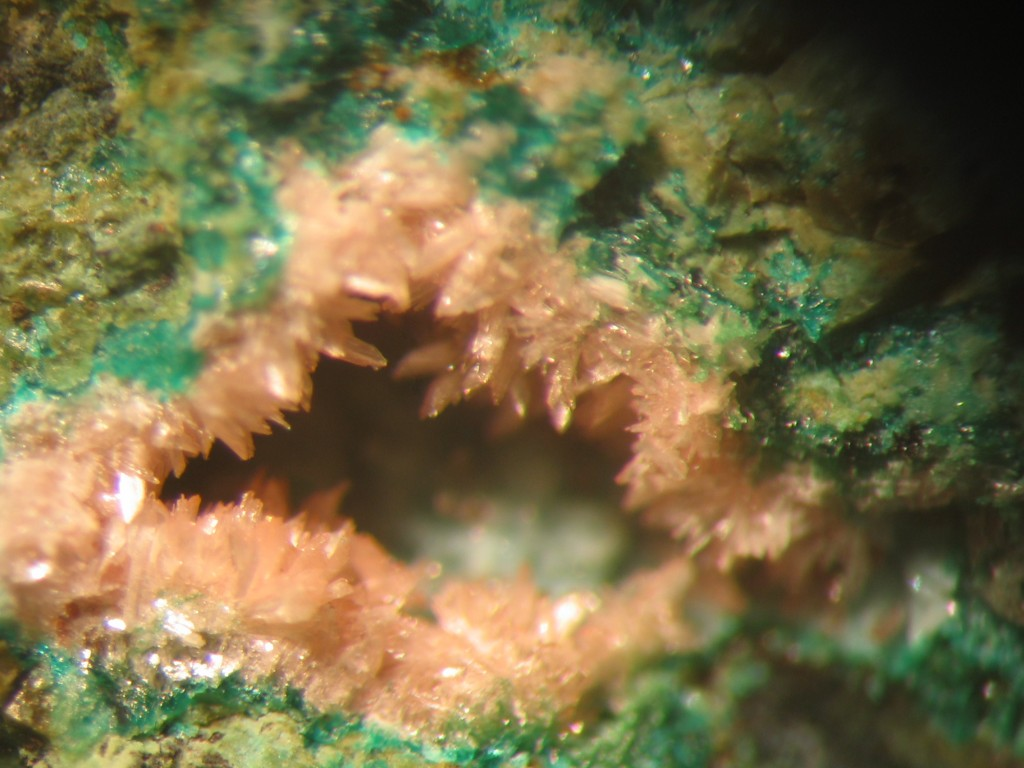
Druse mit fast farblosen Erythrinkristallen, umgeben von grünem Brochantit aus Wheal Edward, Bergbaurevier St Just, Cornwall, UK (Größe des Hohlraums 2 mm × 1,5 mm)

Erythrin ist ein typisches Sekundärmineral und bildet sich durch Oxidation vor allem aus Skutterudit (Speiskobalt), Nickel-Skutterudit und Cobaltit, aber auch anderen arsenhaltigen Cobalterzen in Cobalt-, Nickel- und Uran-Lagerstätten. Je nach Stoffmengenverhältnis von Cobalt und Nickel entstehen Überzüge aus Erythrin oder Annabergit. Begleitminerale sind unter anderem Adamin, Cobaltit, Anorthoroselith (ehemals Roselith-β), Malachit, Morenosit, Pharmakosiderit, Retgersit, Skorodit, Skutterudit und Symplesit.
Als eher seltene Mineralbildung kann Erytrhin an verschiedenen Fundorten zum Teil reichlich vorhanden sein, insgesamt ist er aber wenig verbreitet. Als bekannt gelten bisher (Stand: 2012) rund 700 Fundorte. Bedeutende Fundorte sind neben den Erstfunden im sächsischen und tschechischen Erzgebirge sowie in Thüringen unter anderem noch Bou-Azzer (Bou Azzer) nahe Tazenakht in der marokkanischen Provinz Ouarzazate, wo bis zu 6 cm lange, tafelige Kristalle gefunden wurden.
Weitere deutsche Fundstätten liegen auch im Schwarzwald (Baden-Württemberg), im hessischen Odenwald und Taunus, im Harzgebirge von Niedersachsen über Sachsen-Anhalt bis Thüringen sowie im Bergischen Land und Sauerland in Nordrhein-Westfalen, im Siegerland und der Eifel von Nordrhein-Westfalen bis Rheinland-Pfalz.
In Österreich trat das Mineral bisher vor allem in Kärnten (Friesach-Hüttenberg, Gailtaler und Karnische Alpen, Gurktaler Alpen), Salzburg (Hohe Tauern, Radstädter Tauern, Schwarzleograben/Leogang), der Steiermark (Liesing-Palten-Tal, Schladming), Nordtirol und im Vorarlberg (Montafon) auf.
In der Schweiz sind bisher nur wenige Fundorte im Kanton Wallis bekannt wie unter anderem Saint-Luc VS, Mont Chemin und das Turtmanntal.
Weitere Fundorte liegen unter anderem in Argentinien, Australien, Aserbaidschan, Bolivien, Chile, China, Demokratische Republik Kongo, Frankreich, Griechenland, Indien, Iran, Irland, Italien, Japan, Kanada, Korea, Mexiko, Norwegen, Polen, Portugal, Rumänien, Russland, Schweden, der Slowakei, Spanien, Südafrika, im Vereinigten Königreich (Großbritannien) und den Vereinigten Staaten von Amerika (USA).

## Verwendung
Als Cobalterz ist Erythrin eher unbedeutend, auch wenn er bei lokaler Anhäufung zusammen mit anderen Cobalterzen bergmännisch abgebaut wird, um als Rohstoff in den Blaufarbenwerken zum Pigment Kobaltviolett verarbeitet zu werden.
Aufgrund seiner auffälligen Farbe ist das Mineral allerdings bei der Prospektion von Cobalt-Lagerstätten ein guter Indikator unter anderem für primäre Cobalt-Arsenide wie Skutterudit und Cobaltit.